# Mariël Beugels
Mariël Beugels (Benneveld, 15 januari 1998) is een Nederlandse handbalster die uitkomt in de Duitse 2. Bundesliga voor SG 09 Kirchhof.
Mariël Beugels begon haar carrière bij HVZ Vivendi in Oosterhesselen. In 2012 vertrok ze naar E&O, waar ze debuteerde in het eerste team op haar 14e. Na vier seizoenen bij E&O maakte ze in 2016 de overstap naar Succes Schoonmaak/VOC. In het seizoen 2016/2017 traint ze bovendien op de HandbalAcademie. Doordeweeks traint en verblijft ze in Papendal en op vrijdag sluit ze zich aan bij VOC. Op 1 december 2016 maakte ze de overstap naar het Duitse HSG Bad Wildungen Vipers, dat uitkomt in de Bundesliga. Na het seizoen 2018/2019 vertrok ze naar de 2. Bundesliga club SG 09 Kirchhof.